# روي هيوز
روي هيوز (بالإنجليزية: Roy Hughes)‏ هو لاعب كرة قاعدة أمريكي، ولد في 11 يناير 1911 في سينسيناتي في الولايات المتحدة، وتوفي في 5 مارس 1995 في آشفيل في الولايات المتحدة.

## وصلات خارجية
- روي هيوز على موقع دوري كرة القاعدة الرئيسي (الإنجليزية)
- روي هيوز على موقعبيزبول رفرنس.كوم (الدوري الرئيسي) (الإنجليزية)
- روي هيوز على موقعبيزبول رفرنس.كوم (الدوري الثانوي) (الإنجليزية)
- روي هيوز على موقع إي إس بي إن.كوم (أم.أل.بي) (الإنجليزية)